# Isidor Gukovski
Isídor Emmanuílovich Gukovski (ruso: Иси́дор Эммануи́лович Гуко́вский) (San Petersburgo, Imperio Ruso, 1871 – Moscú, República Socialista Federativa Soviética de Rusia, 1921) fue un político bolchevique ruso, Comisario del Pueblo de Finanzas tras la Revolución de Octubre de 1917. 
Gukovski era hijo de un comerciante, que sería asistente de químico. En 1898, comenzó a participar en el Grupo de Obreros Revolucionarios. Más tarde se unió a la facción menchevique del Partido Obrero Socialdemócrata de Rusia (POSDR). Fue encarcelado por incitar a los obreros de la fábrica Izhórskiye a la huelga. 
En 1904, viajó a Bakú, usando el pseudónimo de Fiódor Izmáilovich para su trabajo político. En 1906, fue secretario del periódico menchevique Nóvaya Zhizn (Nueva Vida). Posteriormente se trasladó a Odesa, antes de viajar al extranjero. En 1907, regresó a Rusia, fue detenido, y de nuevo llevado a juicio, aunque sería absuelto (1908). Se instaló en Moscú. Tras la Revolución de Octubre de 1917, se unió a los bolcheviques y fue nombrado comisario del pueblo de Finanzas y representante plenipotenciario de la RSFS de Rusia en Estonia. En el otoño de 1921, falleció por una neumonía. 